# Монстри Монкарт
Монстри Монкарт -- Мультсеріал
Виробництво студії SAMG Animation (Південна Корея) в 2017 році.
Формат: Одна серія тривалістю 11 хв. Всього 52 серії
Жанр: Фантастика, пригоди
В Україні серіал стартує з 15 жовтня 2018 року, на каналі Плюс-Плюс.Але зараз у 2024 році його на плюс-плюсі нема.

## Сюжет
Кармон - королівство у стилі середньовіччя, у якому люди і монстри живуть разом. Їх об'єднує особливий вид гонок - монкарт. Кожен хотів перемогти в цих гонках і завоювати почесний титул лицаря. Дестро - один з таких лицарів. Він був улюбленцем публіки, але одного дня повстав проти короля і королеви Кармону, перетворивши їх на кам'яну статую. У цьому йому допоміг лихий чарівник Аубіс. У короля і королеви була єдина дочка - принцеса Сена. Дестро хотів одружитись на ній, аби стати повноправним королем. Сена, зрозумівши це, вирішила тікати і почати пошуки лицаря Кайто, аби той допоміг їм подолати лиходія. З втечею їй допоміг головний чарівник королівства - пан Йоке. Втекли вони на літаку, який зазнав ушкоджень через кулю, випущену зі зброї Ізабель - лицаря, яка корилась Дестро. Сені і пану Йоке вдалось приземлитись в містечку Латона, у якому жив лицар Кайто. У цьому містечку жив Дзін , який не мав батьків. Його опікуном був Нор - друг його батька і власник магазину монкарту. У Нора була дочка Лора...Пан Йоке залишає Сену і  йде на пошуки Кайто. Сена тримала у секреті те, що вона королівської крові. Пізніше її таємниця розкриється. На Сену нападають хулігани, але Дзін рятує принцесу. Попрощавшись, він пішов додому і знову зустрів Сену, вже разом з паном Йоке. Вони розпитували Нора про те, чи він знає Кайто. Пан Йоке помічає монстромеч Дзіна, точнісінько такий, як у лицаря Кайто. Нор переконує, що це лише копія і пропонує гостям переночувати у нього. Ті погоджуються. Наступного дня Сену і пана Йоке викрадають ті самі хулігани, цього разу на чолі з Марком. Дзін і Лора намагаються їх врятувати. Несподівано монстромеч Дзіна засяяв і з'явився монстр Драка. Вони стали напарниками, хоч і не надто дружніми. Сена і пан Йоке були врятовані. Дзін і Лора згодні допомогти їм здолати Дестро. Для цього Дзін має стати лицарем і перемогти лиходія на змаганнях з монкарту. Компанія подорожує містами, змагається, знаходить нових друзів. Дестро посилає Веттеля, аби він перешкодив Дзіну стати лицарем. Той вселяє в монстрів насіння Аубіса і вони стають агресивними та могутніми, заважаючи цим Дзіну стати лицарем. Але він перемагає їх і допомагає монстрам та їх власникам позбутися цього насіння. Героям також заважає Ізабель з лицарями, та пізніше переходить на їхній бік.Компанія приїжджає на змагання з монкарту до Поски - столиці Кармону. За планом, Дзін має перемогти Дестро і стати лицарем. Принцеса Сена оголосила, що переможець зможе на ній одружитися. Дзін доходить до фіналу змагань і тут стається неочікуване...

## Головні герої мульсеріалу
Драка -- червоний дракон, головний герой мультсеріалу. Головна зброя дракона Драка -- вогонь. Драка добрий і справедливий монстр, який допомагає усім хто в біді. На змагальному майданчику дракончик непереможний і сміливий.
Дзін -- потомок середньовічного лицаря, який володіє червоним мечем. Дзін і принцеса Сена розчакловують меч, в якому перебував дух Драка. З цього моменту Дзін і Драка -- нероздільні друзі.
Сена -- принцеса королівства Кармон, батьків якої перетворює на статую злий лицар. Сена встигає втекти з королівства в інше місто, де зустрічає багато друзів. Разом вони намагаються подолати злі сили.
Монча -- монстр, схожий на зайця з довгими вухами та довгим язиком. Останній Монча використовує, як зброю, наздоганяючи і хапаючи суперників. Монча добрий і веселий персонаж, який видає неприємні запахи, що відлякують людей і інших монстрів.
Лео -- монстр, схожий на лева синього кольору. Потужна зброя -- льодяний дощ. Лео допомагає друзям і зневажає ворогів.
Ланселот -- монстр, схожий на лицаря. Його обладунки допомагають долати суперників. Цей лицар дуже сміливий і шляхетний. Одного разу він рятує дракона Драку.
Данте -- злий монстр подібний на чорного дракона. Одного разу ним заволодівають злі сили, розвіяти які під силу тільки червоному дракону Драку.
Раркен -- найлихіший персонаж мультсеріалу, яким керує лицар-зрадник. Цей персонаж прагне перемоги попри все. Але на його шляху стає Драка та інші герої, які вже встигли стати друзями.